# Matthäuskirche (Hagen)

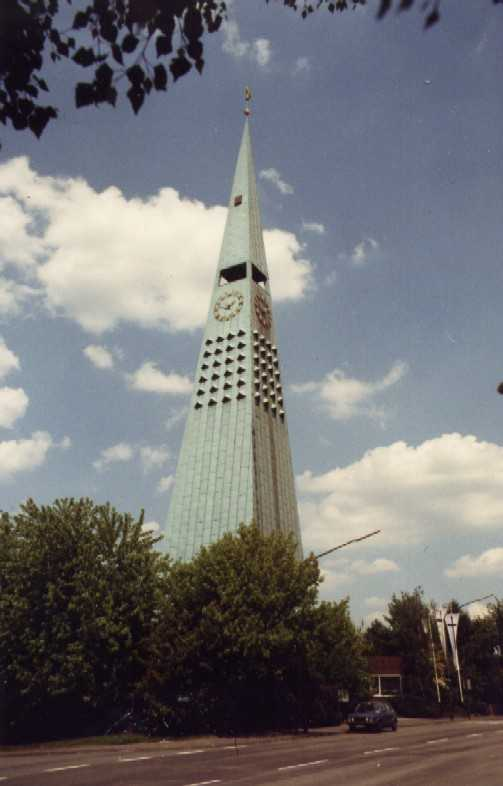
Turm der Matthäuskirche

Die Matthäuskirche in Hagen ist ein Sakralbau aus dem Jahr 1965. Sie ist die Kirche der evangelisch-lutherischen Matthäuskirchengemeinde, die 1961 in einem Neubaugebiet der Stadt Hagen gegründet wurde.

## Architekten
Der Entwurf der Kirche stammt von der Architektengemeinschaft Hübotter-Ledeboer-Busch aus Hannover, die auch evangelische Kirchenbauten in Kassel-Wilhelmshöhe (Dreifaltigkeitskirche) und auf Helgoland (St. Nicolai) plante.

## Baugeschichte
1961 lobte das Presbyterium der Matthäusgemeinde einen Architekturwettbewerb zum Bau der Matthäuskirche aus. Aus diesem Wettbewerb ging im Oktober 1962 die Architektengemeinschaft als erster Preisträger hervor. Im Februar 1963 wurde beschlossen, diesen Entwurf auch zu realisieren. Der erste Spatenstich zu Kirche und Gemeindezentrum erfolgte durch den Superintendent des Kirchenkreises Hagen, Kurt Rehling und den Gründungspfarrer der Matthäusgemeinde, Pastor Johannes C. Schimmel, am 21. September 1963. Fertiggestellt wurde der Bau im Jahr 1965. Am 27. Mai 1965 (Himmelfahrtstag) wurde die Kirche durch den Präses der Evangelischen Kirche von Westfalen, Ernst Wilm, eingeweiht.

## Architektur

### Baukörper
Kirche und Gemeindezentrum stehen als rechteckige Gebäude rechtwinklig zueinander. Sie bilden eine klösterlich anmutende Einheit. Durch einen Kreuzgang sind sie mit dem Turm verbunden und bilden so einen fast quadratische Komplex. 

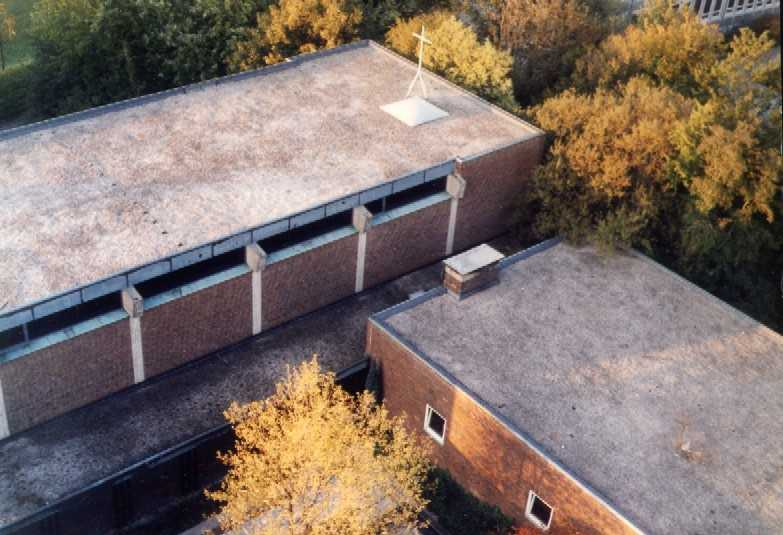
Blick vom Turm auf Kirche (li.) und Gemeindehaus (re.)

Die Außenabmessungen des ganzen Komplexes betragen parallel zur Lützowstraße 40,5 m und entlang der Lortzingstraße 49 m. Der Innenhof hat eine Größe von etwa 19 m × 19 m.

### Kreuzgang und Innenhof
Der Kreuzgang bildet einen Innenhof, der sich als Entré des Gemeindezentrums zur Straße hin öffnet. Von diesem Entré am Turm führen am Turm ein geschlossener Gang zur Kirche und ein nur überdachter Weg zum Gemeindehaus. Beide Wege bilden zusammen mit dem Gang an der Kirchenwand und dem Gemeindehausflur den kreuzgangartigen Umgang um einen quadratischen Innenhof. Dieses Atrium, in dem sich seit 1990 einen Jona-Brunnen des Hagener Künstlers und Architekten Bernhard van der Minde befindet, schafft schon im Außenbereich eine Zone der Ruhe.

### Kirchenschiff
Durch die Hanglage des Gemeindezentrums liegt der eigentliche Kirchenraum 2,5 m tiefer als der Innenhof. Zum Kirchenschiff führt eine breite, flache Treppe, die auf der linken Seite von kleinen Betonglasfenstern in der Backsteinwand begleitet wird. Die Glasfenster wurden von dem Künstler Rudi Vombeck entworfen. 

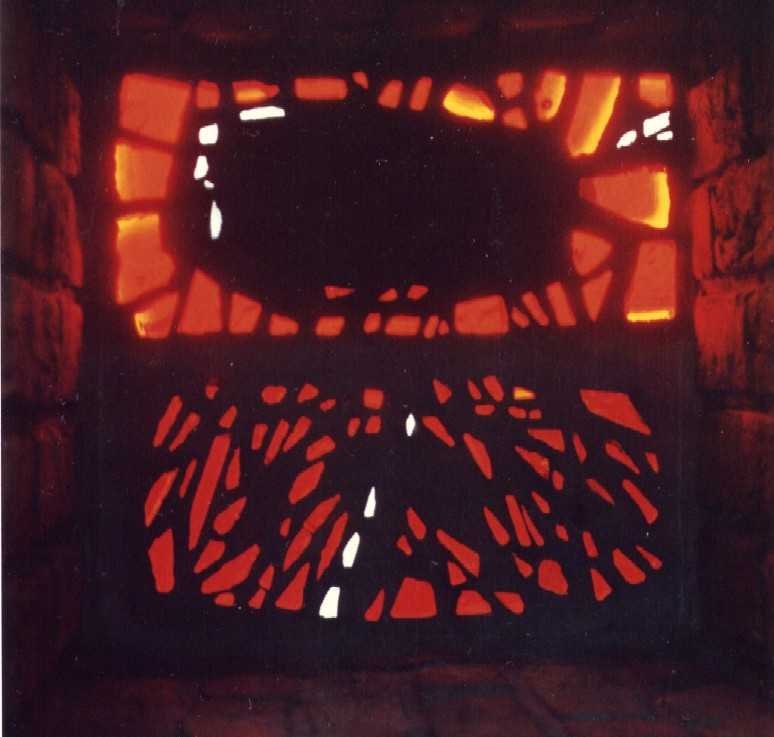
Betonglasfenster in der Kirche, ca. 50×50 cm, von Rudi Vombek

Je tiefer man kommt, umso mehr gewinnen diese mit abnehmendem Licht aus dem Atrium an Bedeutung, um dann im Kirchenschiff wie Kleinodien zu leuchten. Man betritt die Kirche unter der Orgel- und Chorempore im Südwesten mit dem Blick durch den Mittelgang auf den Altar im Nordosten. Das Kirchenschiff selber ist ein langer, gerichteter und weitgehend schmuckloser Raum. Der Mittelgang durchschneidet den Raum nicht mittig, sondern etwas rechtsversetzt, so dass der Raum trotz seiner klaren rechteckigen Form nicht langweilig wirkt. Die Bänke im linken Kirchenschiff sind dadurch etwas länger und links neben dem Altar ist noch Platz für eine Choralschola, die im rechten Winkel zum Altar sitzen kann.
Die hohen Wände sind aus Backstein gemauert. Das flache Holzdach wird von sechs Stahlbetonbalken getragen, deren Köpfe über die seitlichen Außenwände hervorragen. Die vier äußersten Balkenköpfe tragen die Symbole der vier Evangelisten, von denen das des Matthäus sich gegenüber dem Turm, nächst dem Eingang befindet. Die übrigen Balkenköpfe wurden mit Symbolen der vier Elemente geschmückt. Zwischen den Balken fällt von beiden Seiten gedämpft das Licht in den Raum. Im seitlich und rückwärts völlig geschlossenen Altarraum wird die Helligkeit durch ein Dachoberlicht etwas gesteigert.
Der Kirchenraum ist einschließlich der hinteren Empore 37,4 m lang, 12,5 m breit und misst bis zur Holzbalkendecke 9,5 m.

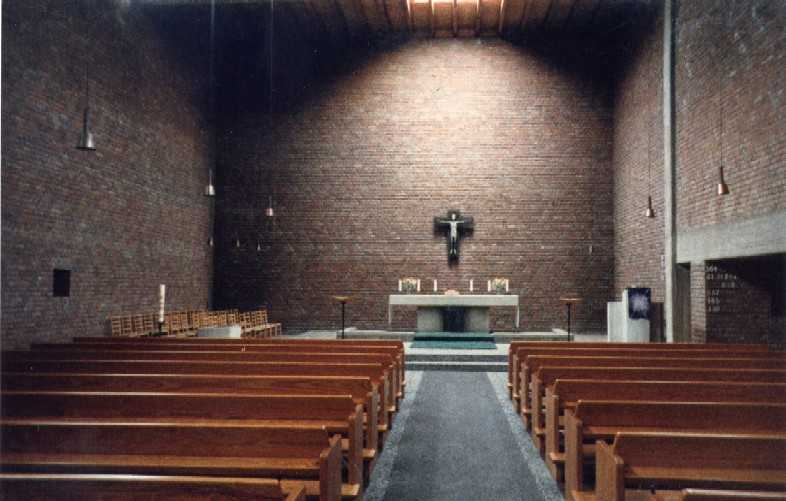
Kirchenschiff

#### Liturgische Bauelemente
Der Taufstein aus Sandstein steht links etwas seitlich, noch vor den Stufen zum Altarraum. Ebenfalls seitlich, aber rechts ist der Platz der Sandstein-Kanzel. Der Altar ist um drei Stufen erhöht und besteht aus zwei großen Sandsteinblöcken. Er ist geschmückt mit einem Antependium aus Bronze und sechs bronzenen Leuchtern. Geprägt wird der Altarraum durch das Kreuz mit dem Bild des auferstandenen Christus, das an der Rückwand des Altarraumes Blickfang des Kirchenschiffes ist. Alle liturgischen Elemente basieren auf Entwürfen des Hannoveraner Bildhauers Siegfried Zimmermann.

#### Orgel

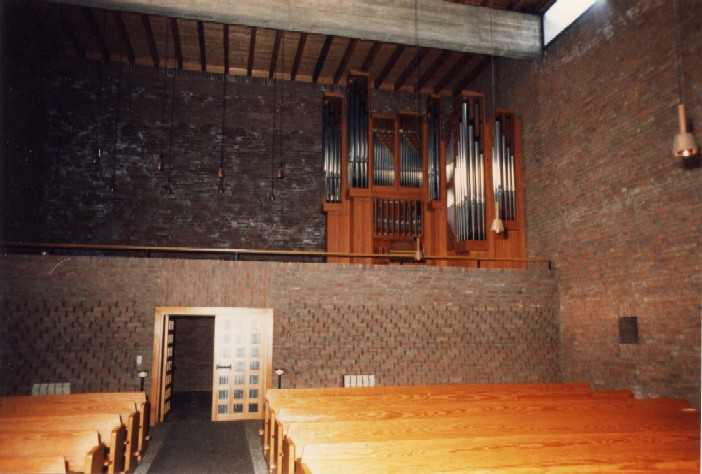
Blick auf die Orgelempore

Auf der Empore steht eine Orgel der Firma Karl Schuke Berliner Orgelbauwerkstatt aus dem Jahr 1972. Sie besitzt zwei Manaulwerke, Hauptwerk und Brustwerk mit Jalousieschweller und das Pedal mit insgesamt 24 klingenden Registern. Drei Koppeln verbinden die Manuale und das Pedal. Der Orgelprospekt wurde von dem Architekten Peter Grote entworfen. Wegen der unsymmetrischen Anordnung des Mittelganges ist er rechtwinklig in die linke Ecke der Empore eingesetzt worden.

### Turm
Der 50 m hohe spitze Turm misst 8 m × 8 m im Grundriss. Er ist bewusst als städtebaulicher Kontrapunkt zum massiven Turm der benachbarten St. Elisabethkirche gehalten. Der Turmhelm wurde aus Holz in weitgehend genagelter Konstruktion errichtet und ist mit Kupferplatten verkleidet. In 28 m Höhe gibt es einen Posaunenchorbalkon. Unter der Empore ist eine Turmuhr mit vier Zifferblättern und Stundenschlag eingebaut.

### Glocken
Für die Matthäuskirche wurden von der Gießerei Rincker in Sinn/Dillkreis sechs Glocken gegossen, die folgende Namen tragen: Dominica – Misericordias Domini – Jubilate – Rogate – Kantate – Exaudi. Das Geläut erklingt in der Tonfolge gis′ – h′ – cis″ – dis″ – e″ – fis″.